# Gerechtsame
Die Gerechtsame ist eine veraltete Bezeichnung für eine Berechtigung, ein Nutzungsrecht, Privileg oder Vorrecht an etwas. Dieses oder das Wort Gerechtigkeit wurden bis ins 19. Jahrhundert in jenem Sinn verwendet. Entsprechend hieß es in der 1811er Ausgabe des Grammatisch-kritischen Wörterbuchs der hochdeutschen Mundart: „Die Gerechtsame… [ist] die in einem Rechte oder Gesetze gegründete Befugniß“.

## Arten der Gerechtsame
Das Wort tauchte meist in Wortfügungen auf: Eine Stadt konnte eine bestimmte Gerechtsame einrichten – etwa eine Buchhandelsgerechtsame, die dem Inhaber der Gerechtsame den Betrieb einer Druckpresse und den Verkauf von Büchern gestattet.
Beispiele sind:
| - Apothekengerechtsame - Abbaugerechtigkeit - Braugerechtigkeit - Brotgerechtigkeit - Fährgerechtsame | - Fischereigerechtsame - Fleischbankgerechtigkeit - Holzgerechtsame - Jagdgerechtsame - Krug-, Schank- oder Taferngerechtsame | - Mühlgerechtsame - Postgerechtsame - Salzgerechtsame - Schmiedegerechtigkeit - Waagegerechtigkeit | - Wassergerechtigkeit - Wegegerechtigkeit - Weidegerechtigkeit - Wirtsgerechtsame - Zeidelgerechtsame |

„Auf dieser Mühle lagen die Gerechtsamen des Bier- und Branntweinschanks, des Tanzhaltens, sowie des Schwarz- und Weißbackens“, so die typischen Formulierungen, die in der Regel mit Erlaubnis, Konzession oder Lizenz zu übersetzen sind. Die Gerechtsame konnte sich auch auf das Nutzungsrecht an einem Grundstück beziehen.
Volle Gasthofsgerechtigkeit bestand in den Rechten auf Ausschank, Schlachtrecht, Speisenangebot, Ausspanne sowie Beherbergung; sie konnte durch Braugerechtigkeit ergänzt sein.
Gerechtsamen waren wie Grundstücks-, Eigentums- und andere Nutzungsrechte veräußer- und vererbbar. Viele Gerechtsamen standen in Zusammenhang mit den Regalien, den königlichen Rechten, und wurden von den Herrschern bzw. ihren Lehnsmännern (Herzögen, Fürsten oder Bischöfen) verliehen. Dafür hoben diese dann den Zehnt oder eine Pacht ein. Gerechtsamen konnten auch gegen Zins weiterverliehen werden.
„Gerechtsame der väterlichen Gewalt“ lautete der deutsche Begriff für das ius patriae potestatis.
Der Betrieb eines Bergwerks erforderte eine diesbezügliche Abbaugerechtigkeit, sie umschloss die zu einem Bergwerk gehörenden Nutzungsrechte an einem Grubenfeld. Der heute in Deutschland gültige Begriff ist Bergwerkseigentum, siehe Bundesberggesetz.